# Best Kept Secret (album)
Best Kept Secret is het vierde studioalbum van de Nederlandse rockgroep Alquin. Op deze plaat werd de vertrouwde progressieve rock aangevuld met invloeden uit de funk, die toen zeer populair was. Onenigheid over de muzikale koers betekende het eind van de band.

## Geschiedenis
De teleurstelling over een geannuleerde tournee door de Verenigde Staten zorgde mede voor een veranderde samenstelling van de band: bassist Hein Mars maakte plaats voor Jan Visser, afkomstig uit de George Baker Selection en Dizzy Man's Band. Alquin bleef alleen in Nederland bekend, de Holland Tour gaf Alquin de nodige bekendheid en de band werd zelfs genoemd als populairste Nederlandse band in Muziekkrant OOR. Dit verhinderde niet dat de band verdeeld raakte over de te volgen koers. Na nog een Holland Tour was de koek op en verscheen alleen nog het livealbum On Tour. Producer Vic Smith was op het vorige album nog geluidstechnicus.

## Musici
- Michel van Dijk – zang
- Ferdinand Bakker – gitaar, viool, piano, achtergrondzang
- Ronald Ottenhoff – saxofoons, dwarsfluit
- Dick Franssen – orgel, piano, Wurlitzer
- Jan Visser – basgitaar, percussie, achtergrondzang
- Job Tarenskeen – slagwerk, percussie, achtergrondzang
- Blazers (1) – Steve Gregory, Buddy Beadle, Martin Droner, Geoff Weight.

## Tracklist
| Nr. | Titel | Duur |
| --- | --- | ---- |
| 1.  | Fool in the Mirror (Bakker, Van Dijk: Sham Fight Franssen, Ottenhoff, Visser: Stars end)                                                                      | 8:19 |
| 2.  | Central Station Hustle (Bakker, Van Dijk, Tarenskeen) | 4:56 |
| 3.  | L.A. Rendezvous (Bakker, Tarenskeen) | 4:38 |
| 4.  | High Rockin’ (Bakker, Ottenhoff, Van Dijk, Tarenskeen) | 5:28 |
| 5.  | One More Night (Franssen, Ottenhoff, Visser: Boorlegs Ballet Bakker, Tarenskeen, Van Dijk: Laserlights Bakker, Tarenskeen, Van Dijk: Back at the Lossing End) | 8:59 |
| 6.  | Amy (Bakker, Van Dijk) | 4:19 |
| 7.  | Take Any Road (Bakker, Van Dijk) | 5:48 |

Best Kept Secret is alleen op compact disc verkrijgbaar, samen met Nobody Can Wait Forever (het nummer "Amy" ontbreekt dan), al dan niet samen met On Tour (met Amy).

## Hitnotering

### NederlandseAlbum Top 100
| Hitnotering: 22-05-1976 t/m 07-08-1976 | Hitnotering: 22-05-1976 t/m 07-08-1976 | Hitnotering: 22-05-1976 t/m 07-08-1976 | Hitnotering: 22-05-1976 t/m 07-08-1976 | Hitnotering: 22-05-1976 t/m 07-08-1976 | Hitnotering: 22-05-1976 t/m 07-08-1976 | Hitnotering: 22-05-1976 t/m 07-08-1976 | Hitnotering: 22-05-1976 t/m 07-08-1976 | Hitnotering: 22-05-1976 t/m 07-08-1976 | Hitnotering: 22-05-1976 t/m 07-08-1976 | Hitnotering: 22-05-1976 t/m 07-08-1976 | Hitnotering: 22-05-1976 t/m 07-08-1976 | Hitnotering: 22-05-1976 t/m 07-08-1976 | Hitnotering: 22-05-1976 t/m 07-08-1976 |
| Week                                   | 01                                     | 02                                     | 03                                     | 04                                     | 05                                     | 06                                     | 07                                     | 08                                     | 09                                     | 10                                     | 11                                     | 12                                     |                                        |
| -------------------------------------- | -------------------------------------- | -------------------------------------- | -------------------------------------- | -------------------------------------- | -------------------------------------- | -------------------------------------- | -------------------------------------- | -------------------------------------- | -------------------------------------- | -------------------------------------- | -------------------------------------- | -------------------------------------- | -------------------------------------- |
| Nummer                                 | 28                                     | 18                                     | 18                                     | 22                                     | 28                                     | 37                                     | 44                                     | 44                                     | 49                                     | 37                                     | 45                                     | 50                                     | uit                                    |